# Michelle Phan
Michelle Phan, née le 11 avril 1987 à Boston dans le Massachusetts  aux États-Unis est une youtubeuse, entrepreneuse, maquilleuse, vidéaste, écrivaine et femme d'affaires américaine.

## Biographie
Elle est née en 1987 dans une famille d'origine vietnamienne, à Boston dans le Massachusetts. Elle a une sœur Christine et un frère Steve. Sa mère est prothésiste ongulaire.
Depuis 2010, elle est en couple avec le mannequin suisse Dominique Capraro. Elle vit actuellement à Los Angeles en Californie aux États-Unis.

### Carrière
En 2005, elle commence à poster sur un blog des tutoriels de maquillage. Elle ouvre ensuite un vlog sur la plateforme Xanga (en) sous le pseudonyme Ricebunny.
Elle publie sa première vidéo sur YouTube en mai 2007. En 2009, le site BuzzFeed reprend sa vidéo pour recréer les yeux de Lady Gaga dans le clip Bad Romance, ce qui accélère son nombre de vues (51 millions de vues en novembre 2015, ce qui en fait sa 2e vidéo la plus regardée).
En 2010, elle devient la porte-parole et vidéo-maquilleuse de la marque Lancôme, elle est la première porte parole, à un niveau mondial, d'origine asiatique de la marque. La même année, elle crée « MyGlam », une entreprise d'envoi mensuel de colis aux abonnés, contenant une gamme de produits de beauté : la société est renommée Ipsy en septembre 2012.
En août 2013, L'Oréal lance avec Michelle Phan la marque EM Cosmetic.
En 2014, sa chaîne YouTube se classe 48e dans le classement « New Media Rockstars‍  Top 100 Channels ». Elle publie également un livre, cette année-là, avec les éditions Random House :  Make Up: Your Life Guide to Beauty, Style, and Success -- Online and Off.
En 2015, elle devient partenaire de Endemol Beyond USA qui publie ses créations sur le site Getbyond.us, qui se spécialise dans le contenu adressé à la génération Y. La même année, le magazine Forbes la classe dans sa liste des 30 personnalités les plus influentes de moins de 30 ans alors que l'entrepreneuse vient de soulever 100 millions de dollars pour son entreprise, Ipsy, qui pèse désormais 500 millions de dollars.
En juin 2017, elle poste une vidéo intitulée Why I Left où elle explique sous la forme d'un dessin animé qu'elle arrête la réalisation de vidéos sur YouTube, expliquant notamment avoir « oublié à quel point [elle] était authentique et pleine de vie à [ses] débuts », et que la gloire et l'argent l'ont éloignée de cela.